# Cabir

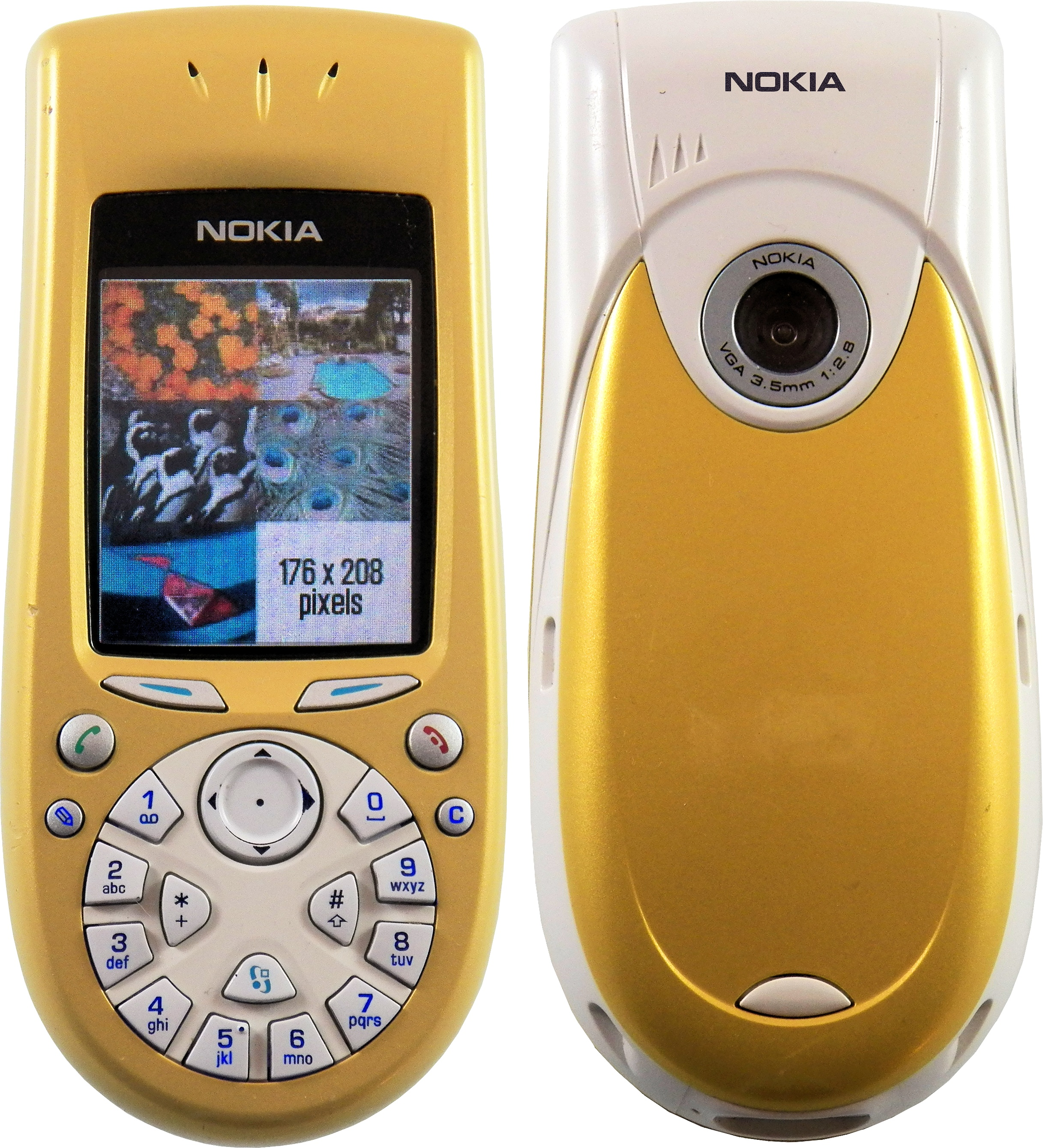
Un Nokia 3650, uno dei dispositivi infettabili con Cabir

Cabir (conosciuto anche come Caribe, SybmOS/Cabir, Symbian/Cabir e EPOC.cabir) è un malware mobile di categoria worm, sviluppato nel 2004 e progettato per infettare telefoni cellulari con sistema operativo Symbian OS. Si ritiene che sia stato il primo worm ad infettare telefoni cellulari.
Quando un telefono viene infettato, il messaggio "Caribe" viene mostrato sullo schermo, e viene visualizzato ogni volta che viene acceso il dispositivo. Il worm poi tenta successivamente di diffondersi su altri telefoni cellulari usando segnali Bluetooth.